# پاتریسیو کورنجو
 پاتریسیو کورنجو (انگلیسی: Patricio Cornejo؛ زادهٔ ۶ ژوئن ۱۹۴۴) یک تنیس‌باز اهل شیلی است.